# Friedrich Trendelenburg (Mediziner, 1916)
Johann Christian Friedrich Trendelenburg (* 26. August 1916 in Berlin; † 7. September 2004 in Basel) war ein deutscher Pneumologe, Mitgründer der Saarländischen Krebszentrale und des Tumorzentrums Homburg. Er lehrte an der Universitätsklinik Homburg.

## Leben
Trendelenburg wurde 1916 als erstes von vier Kindern des preußischen Ministerialrats Friedrich Trendelenburg und dessen Frau Margret (geb. Schwartz) geboren. Sein Großvater war der bekannte Chirurg gleichen Namens. Nach dem Abitur am Schiller-Gymnasium in Berlin studierte Trendelenburg in Lausanne, Königsberg, München und Berlin Humanmedizin und promovierte anschließend. Eine langjährige Tuberkulose-Erkrankung führte ihn nach Davos (Schweiz), wo er Oberarzt am Sanatorium Wolfgang wurde und später auch Chefarzt war. 1963 gründete er mit anderen Medizinern die Wissenschaftliche Arbeitsgemeinschaft für Therapie von Lungenerkrankungen und war deren erster Vorsitzender (bis 1994).
Im Jahr 1964 wechselte er als leitender Arzt der Abteilung für Pneumologie der I. Medizinischen Klinik der Universität des Saarlandes nach Homburg. Dort habilitierte er mit einer Arbeit über Chemotherapie bei Tuberkulose. Es folgte die Ernennung zum Ordinarius für Innere Medizin. 1969 ernannte man Trendelenburg zum Direktor der Abteilung für Pneumologie. Während seiner Amtszeit setzt er sich intensiv für eine Untergliederung der medizinischen Abteilungen in Homburg ein. Außerdem wurde er Gründungsmitglied der Paul-Ehrlich-Gesellschaft für Chemotherapie und der Societas Europaea Pathophysiologiae Clinicae Respiratoriae und war Mitgründer der Saarländischen Krebszentrale und des Tumorzentrums Homburg.

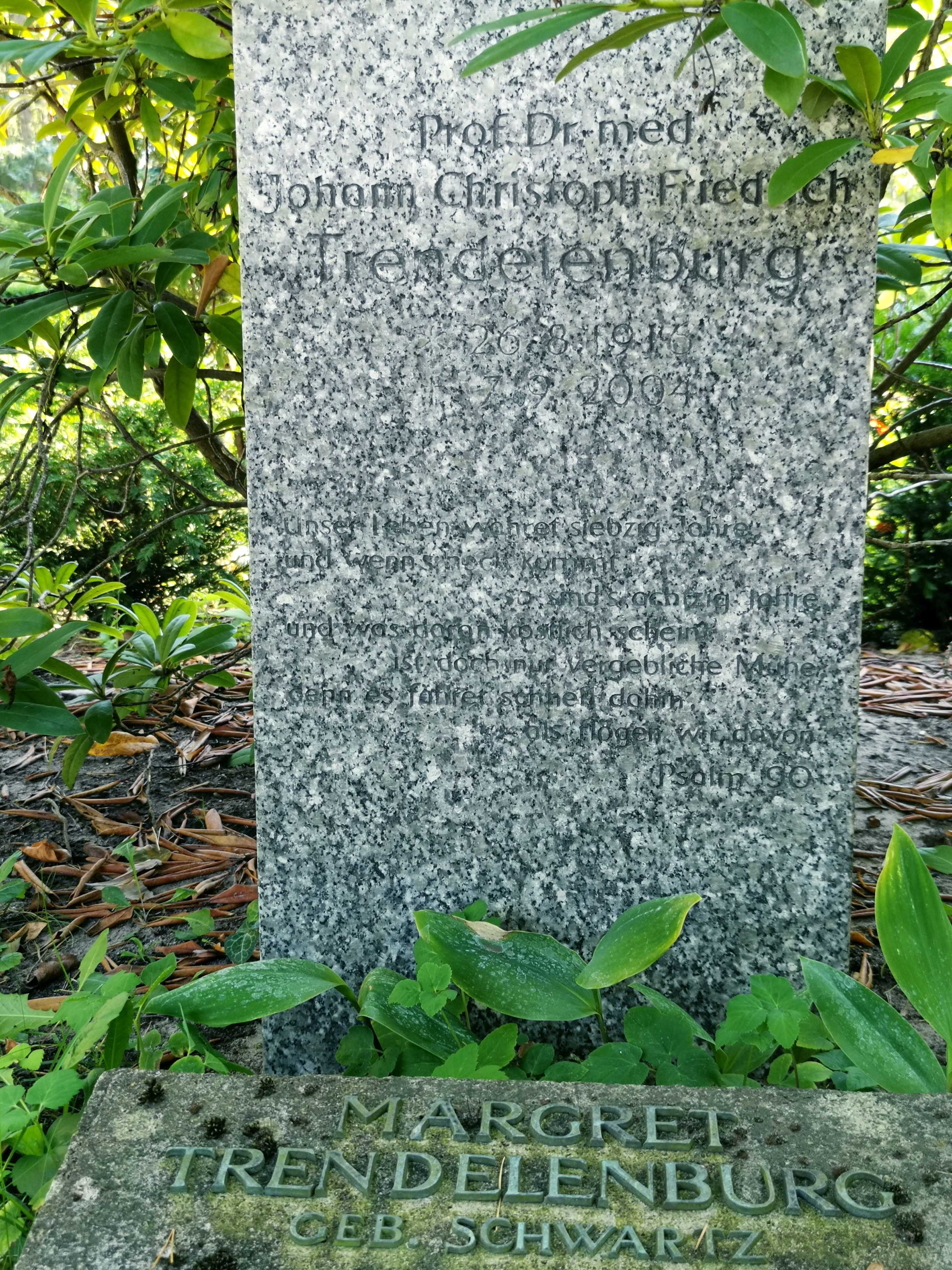
Grab auf dem Evangelischen Friedhof Berlin-Nikolassee

1985 wurde er emeritiert. In der Folge war er 1985/86 Präsident des Deutschen Zentralkomitees zur Bekämpfung der Tuberkulose und 1986 Präsident des Jahreskongresses der Deutschen Gesellschaft für Pneumologie. Trendelenburg starb 2004 im Alter von 88 Jahren in Basel.

## Auszeichnungen
- 1987 Verleihung der Günther-Budelmann-Medaille
- Ehrenmitgliedschaft der Süddeutschen und Deutschen Gesellschaft für Pneumologie

## Veröffentlichungen
- mit Otto Düggeli: Die Wirbelsäulentuberkulose. J. R. Geigy, Basel 1957 (= Documenta rheumatologica. Band 11).
- Vielgestalt der Pneumonien. Vorträge des wissenschaftlichen Kongresses der Süddeutschen Gesellschaft für Pneumologie und Tuberkulose, Hippokrates-Verlag, Stuttgart 1980, ISBN 3-7773-0507-3
- mit Michael Austgen: Erkrankungen der Atmungsorgane. 2 Bände, Springer, Berlin 1985
- mit Bernd Kessler: Schluss mit dem Rauchen!.  Humboldt-Taschenbuchverlag, München 1988, ISBN 3-581-66572-7
- Signale der Seele: Krankheiten richtig deuten und heilen. Econ-Taschenbuch-Verlag, Düsseldorf/Wien 1994, ISBN 3-612-20495-5